# 林鳳嬌
林鳳嬌（英文名：Joan Lin，1953年6月30日—），生於台灣臺北縣士林鎮社子島，1970年代的女演员，金马奖影后。香港演员成龙的妻子。

## 生平
1953年，林鳳嬌出生於臺北縣士林鎮社子島的貧寒之家。由於家境困苦，她還未中學畢業便投身社會謀生，當時年僅14歲多。
1972年，19歲那年，因當時影壇文藝片巨星甄珍台港兩地軋戲分身乏術無法兼顧功夫片，她才得以在功夫片《潮州怒漢》中第一次參與演出。初出茅蘆的她，擅於模仿甄珍般甜美笑容與清純扮相，而受到電影界的重視，很快地成為紅極一時的明星。在1979年的第25屆亞洲影展上，她獲得了演技最突出女主角獎。在同年的第16屆金馬獎上，以在《小城故事》中的精彩表演， 她脱穎而出，荣获最佳女主角獎。林凤娇與秦漢、秦祥林、林青霞合稱為“二秦二林”。在她短暫的十多年銀幕生涯中，共演出過70多部影片。

## 個人
她與成龍相識於1981年1月，兩人於1982年在美國洛杉磯極其秘密地結婚，並育有一子房祖名。婚后她按照成龙的意愿完全隐居。平时成龙几乎不顾家，而且长期频繁持续与许多女艺人传出绯闻，尤其1999年吳綺莉爆出了轟動一時的私生女風波，并且於该年11月19日誕下私生女吳卓林，但林鳳嬌選擇原諒成龍。成龍也在2003年底父親的生日宴會上，送上珍珠並吻謝林鳳嬌，使其正宮身份得以公開化，讓苦守20年的林鳳嬌終有名份。從這場風波後，成龍修改遺囑內容，表示身後所有家產將歸屬林鳳嬌。在房祖名被北京市东城区人民法院審判時，她和成龍亦沒有在法院出席旁聽。

## 演出作品

### 電影演出
| 上映年份   | 片名                 | 飾演角色       | 男主角                 | 導演   | 備註                                                       |
| 1973年03月 | 潮州怒漢             | 林雪芬         | 譚道良                 | 王星磊 |                                                            |
| 1973年     | 兩隻老虎             | 小青           | 游天龍                 | 陳烈品 |                                                            |
| 1973年     | 江湖一猛龍           |                | 張翼                   | 張翼   |                                                            |
| 1973年     | 大殺三方             |                | 田文仲                 | 梁哲夫 | 又名：無悔的誓言                                           |
| 1974年05月 | 一位陌生女孩子的來信 |                | 張健                   | 鍾世驊 | 與汪萍 / 李湘搭檔演出 改編奧地利作家一位陌生女子的來信小說 |
| 1974年11月 | 少林和尚             |                | 陳星                   | 侯錚   |                                                            |
| 1974年12月 | 近水樓台             | 林春蘭         | 鄧光榮                 | 李融之 |                                                            |
| 1974年     | 一對一               |                |                        |        |                                                            |
| 1974年     | 一拳一塊錢           |                | 倉田保昭               | 林福地 |                                                            |
| 1974年     | 風雲群英會           |                | 游天龍                 | 陳烈品 |                                                            |
| 1974年     | 唐山功夫             |                | 石峰                   | 鄒亞子 |                                                            |
| 1974年     | 出奇怪招妙小子       | 小翠           | 陸一龍                 | 史迪   |                                                            |
| 1975年03月 | 吾土吾民             | 杜湘靈         | 鄧光榮 / 秦漢          | 李行   | 榮獲第12屆金馬獎最佳劇情片                                 |
| 1975年05月 | 步步驚魂             |                | 田文仲                 | 方霖   |                                                            |
| 1975年09月 | 桃花三娘子           | 桃花三娘子     | 陳鴻烈                 | 孫陽   |                                                            |
| 1975年12月 | 女學生               | 江華           | 秦漢                   | 廖祥雄 |                                                            |
| 1975年     | 飛車龍虎鬥           |                | 陳道                   | 徐大鈞 |                                                            |
| 1976年04月 | 碧雲天               | 蕭依雲         | 秦漢                   | 李行   | 張艾嘉榮獲第13屆金馬獎最佳女配角 瓊瑤原著                  |
| 1976年07月 | 夏日.假期.玫瑰花     | 何憶梅         | 秦祥林 / 劉文正 / 石峰 | 楊濤   | 與恬妞 / 鄧美芳搭檔演出                                    |
| 1976年07月 | 情話綿綿             | 方亦凡         | 秦祥林                 | 張美君 |                                                            |
| 1976年08月 | 桑園                 | 桑文薏         | 秦漢                   | 廖祥雄 | 嚴心原著                                                   |
| 1976年10月 | 浪花                 | 戴曉妍         | 秦漢                   | 李行   | 瓊瑤原著                                                   |
| 1976年11月 | 愛情、文憑、牛仔褲   | 葉苓           | 劉文正                 | 劉維斌 |                                                            |
| 1976年12月 | 咖啡、美酒、檸檬汁   | 王曉琳         | 秦漢                   | 秦品華 | 原名：巧合                                                 |
| 1976年12月 | 蝴蝶谷               | 李慧珍         | 秦漢                   | 徐進良 | 與王钏如 / 鄧美芳 / 高鳳翔 / 王寶玉 搭檔演出               |
| 1976年     | 翠湖寒               | 李夢藍         | 秦漢                   | 賴成英 |                                                            |
| 1977年     | 滿山花開一片情       | 林正英         | 秦漢 / 谷名倫          | 姚凤磐 | 與王钏如搭檔演出 又名：山花朵朵                            |
| 1977年     | 超級戀愛             | 徐婷婷         | 劉文正                 | 楊道   |                                                            |
| 1977年     | 跳躍的愛情           | 田玉嬌         | 劉文正 / 游天龍 / 石峰 | 郭清江 | 與張艾嘉 / 夏玲玲搭檔演出 又名：提防小妞                   |
| 1977年01月 | 夕陽、浪花、愛       | 胡麗莊         | 秦漢                   | 文石凌 |                                                            |
| 1977年02月 | 又是起風時           | 李芝茵         | 秦漢 / 谷名倫          | 姚凤磐 | 與王钏如搭檔演出 玄小佛原著                                |
| 1977年02月 | 愛雲.愛雲            | 陳愛雲         | 秦漢                   | 戴彭齡 | 又名：愛雲一片                                             |
| 1977年03月 | 豔陽三月天           | 黃心潔         | 柯俊雄                 | 楊道   |                                                            |
| 1977年04月 | 愛情雨花開           | 林慧君         | 秦祥林                 | 楊道   |                                                            |
| 1977年06月 | 風鈴.風鈴            | 沈盈盈         | 秦漢                   | 李行   | 瓊瑤原著                                                   |
| 1977年07月 | 杜鵑花開時           | 沈依依         | 秦祥林 / 林光曾        | 楊道   |                                                            |
| 1977年10月 | 愛情大進擊           |                | 秦漢                   | 王時政 | 又名：我們是年輕的                                         |
| 1977年10月 | 彩雲在飛躍           | 程婉君         | 秦祥林 / 石峰 / 劉尚謙 | 楊道   | 與鄧美芳 / 周雅芳搭檔演出                                  |
| 1977年10月 | 我們戀愛去了         | 連蓮           | 華倫                   | 陳浩   |                                                            |
| 1977年10月 | 情深愛更深           | 費曉霜         | 秦祥林                 | 包慶章 |                                                            |
| 1977年11月 | 嗨！親愛的           | 花美芳         | 秦漢                   | 李行   |                                                            |
| 1977年12月 | 愛情走廊             | 桑蕪           | 秦漢                   | 秦品華 | 又名：我心迷惘                                             |
| 1977年12月 | 白花飄.雪花飄        | 秦白花、韓雪花 | 秦漢                   | 李行   |                                                            |
| 1978年01月 | 此情可問天           | 沈白芙         | 秦漢                   | 宋存壽 | 改編自郭良蕙的小說《春盡》 又名：芙雲翠                    |
| 1978年03月 | 男孩與女孩的戰爭     | 歐陽敏         | 秦祥林                 | 賴成英 |                                                            |
| 1978年07月 | 汪洋中的一條船       | 吳繼釗         | 秦漢                   | 李行   | 鄭豐喜原著 入圍第15屆金馬獎最佳女主角                      |
| 1978年07月 | 荷葉.蓮花.藕         | 柳蓮絲         | 秦漢                   | 王時政 | 又名：情網                                                 |
| 1978年09月 | 爆炸的愛情           | 莊燕           | 劉尚謙                 | 郭清江 |                                                            |
| 1978年11月 | 踩在夕陽裡           | 沙蘭思         | 秦祥林                 | 白景瑞 | 玄小佛原著                                                 |
| 1978年     | 又是黃昏             | 何玲娜         | 秦祥林                 | 楊道   |                                                            |
| 1978年     | 愛情火辣辣           | 馮曉霞         | 秦漢                   | 金聖恩 |                                                            |
| 1978年     | 愛情九點零三分       | 沈雁           | 鄧光榮                 | 王時政 | 又名：碧海情天                                             |
| 1979年01月 | 小城故事             | 賴阿秀         | 鍾鎮濤                 | 李行   | 榮獲第16屆金馬獎最佳劇情片 榮獲第16屆金馬獎最佳女主角      |
| 1979年02月 | 成功嶺上             | 小芝麻         | 秦祥林                 | 張佩成 | 小野原著《擎天鳩》改編 與林青霞搭檔演出                    |
| 1979年07月 | 忘憂草               | 沈韻白         | 譚詠麟                 | 白景瑞 |                                                            |
| 1979年08月 | 早安台北             | 蘇琪           | 鍾鎮濤                 | 李行   | 小野原著 榮獲第17屆金馬獎最佳劇情片                        |
| 1979年09月 | 落花、流水、春去也   | 文小薇         | 秦祥林 / 谷名倫 / 秦風 | 宋存壽 | 谷名倫的遗作。 後半部由秦風接替谷名倫的角色。              |
| 1979年09月 | 衝刺                 | 李婷婷         | 秦漢                   | 吳桓   |                                                            |
| 1979年10月 | 摘星                 | 陳婷           | 秦祥林                 | 白景瑞 | 嚴心原著                                                   |
| 1979年12月 | 昨日雨瀟瀟           | 葉寧生         | 秦祥林                 | 賴成英 | 玄小佛原著                                                 |
| 1979年12月 | 花伴舞春風           | 夏雨蓮         | 譚詠麟                 | 魯繼祖 |                                                            |
| 1980年01月 | 我踏浪而來           | 沈琪           | 秦漢                   | 陳坤厚 |                                                            |
| 1980年01月 | 碎心蘭               | 羅雅蘭         | 石峰                   | 郭清江 |                                                            |
| 1980年05月 | 特別治療             |                | 鍾鎮濤                 | 劉維斌 | 又名：妙夫妙妻妙事多                                       |
| 1980年07月 | 我從山中來           | 藍秋伊         | 秦漢                   | 王時政 | 又名：飄零的藍                                             |
| 1980年08月 | 原鄉人               | 鍾平妹         | 秦漢                   | 鍾理和 | 鍾理和原著                                                 |
| 1980年10月 | 天涼好個秋           | 何莉文         | 鍾鎮濤                 | 陳坤厚 |                                                            |
| 1980年10月 | 愛情躲避球           | 楊美蓮         | 秦漢                   | 賴成英 | 又名：情探                                                 |
| 1981年01月 | 歡喜冤家             | 胡桂芷         | 譚詠麟                 | 蘇月禾 |                                                            |
| 1981年03月 | 又見春天             | 方怡婷         | 秦漢 / 鍾鎮濤          | 李行   |                                                            |
| 1981年07月 | 龍的傳人             | 錦文           | 秦漢 / 鍾鎮濤          | 李行   |                                                            |
| 1981年10月 | 辛亥雙十             | 彭余氏         | 狄龍                   | 丁善璽 |                                                            |
| 1982年02月 | 驚魂風雨夜           |                | 譚詠麟                 | 陳耀圻 |                                                            |
| 2012年12月 | 十二生肖             | 大嫂           | 房祖名                 | 成龍   | 客串演出                                                   |

## 獎項

### 金馬獎
| 年份   | 頒獎典禮     | 獎項       | 作品               | 角色   | 結果 |
| 1978年 | 第15屆金馬獎 | 最佳女主角 | 《汪洋中的一條船》 | 吳繼釗 | 提名 |
| 1979年 | 第16屆金馬獎 | 最佳女主角 | 《小城故事》       | 賴阿秀 | 獲獎 |

### 亞洲影展
| 年份   | 頒獎典禮       | 獎項               | 作品               | 角色   | 結果 |
| 1979年 | 第25屆亞洲影展 | 演技最突出女主角獎 | 《汪洋中的一條船》 | 吳繼釗 | 獲獎 |